# فاروق الدیوری
فاروق الدیوری (انگلیسی: Farouk Dioury؛ زادهٔ ۲۷ ژانویهٔ ۱۹۴۳) بازیکن بسکتبال اهل مراکش بود. وی عضو تیم ملی بسکتبال مراکش در بازی‌های المپیک تابستانی ۱۹۶۸ بوده‌است.